# اومودلو (آغ‌دام)
اومودلو (به لاتین: Umudlu) یک منطقهٔ مسکونی در جمهوری آذربایجان است که در شهرستان آغ‌دام واقع شده‌است.